# Хайнс, Карл
Карл Хайнс (нем. Carl Heins; 8 июня 1859, Тангермюнде — 10 сентября 1923, Берлин) — немецкий композитор.
Получил первые уроки музыки в гимназии, начиная с 12-летнего возраста; первоначально играл на корнете. После военной службы в Коттбусе отправился в Берлин, где в 1880 г. поступил в Консерваторию Штерна; учился у Роберта Радеке, консультировался также у Вильгельма Тауберта, занимался вокалом под руководством Генриха Дорна. В 1883 г. совершенствовался во Франкфурте у Юлиуса Штокхаузена. Вернувшись в Берлин, преподавал фортепиано и вокал, руководил хоровыми коллективами.
Композиторское наследие Хайнса состоит из песен и салонных фортепианных пьес. Наибольшую популярность завоевала песня «Два тёмных глаза» (нем. Zwei dunkle Augen), ещё в 1901 г. записанная баритоном Робертом Леонхардтом, а в дальнейшем также Максом Блохом и Фрицем Вундерлихом. На рубеже XIX—XX веков известность Хайнса была значительной: как писал в 1908 году журнал The Etude, Хайнс «пишет из неиссякаемого источника мелодий», а мир «платит неутомимому композитору признанием и благодарностью».